# ۴۵۶ (قمری)
۴۵۶ (قمری)، چهارصد و پنجاه و ششمین سال در گاهشماری هجری قمری است. اول محرم این سال برابر با سی و یکم دسامبر سال ۱۰۶۳ میلادی است.

## وابسته
- عمیدالملک کندری